# Horkelia bolanderi
Horkelia bolanderi är en rosväxtart som beskrevs av Asa Gray. Horkelia bolanderi ingår i släktet Horkelia och familjen rosväxter.

## Underarter
Arten delas in i följande underarter:
- H. b. marinensis
- H. b. typica
- H. b. parryi